# Quai Pouchkine

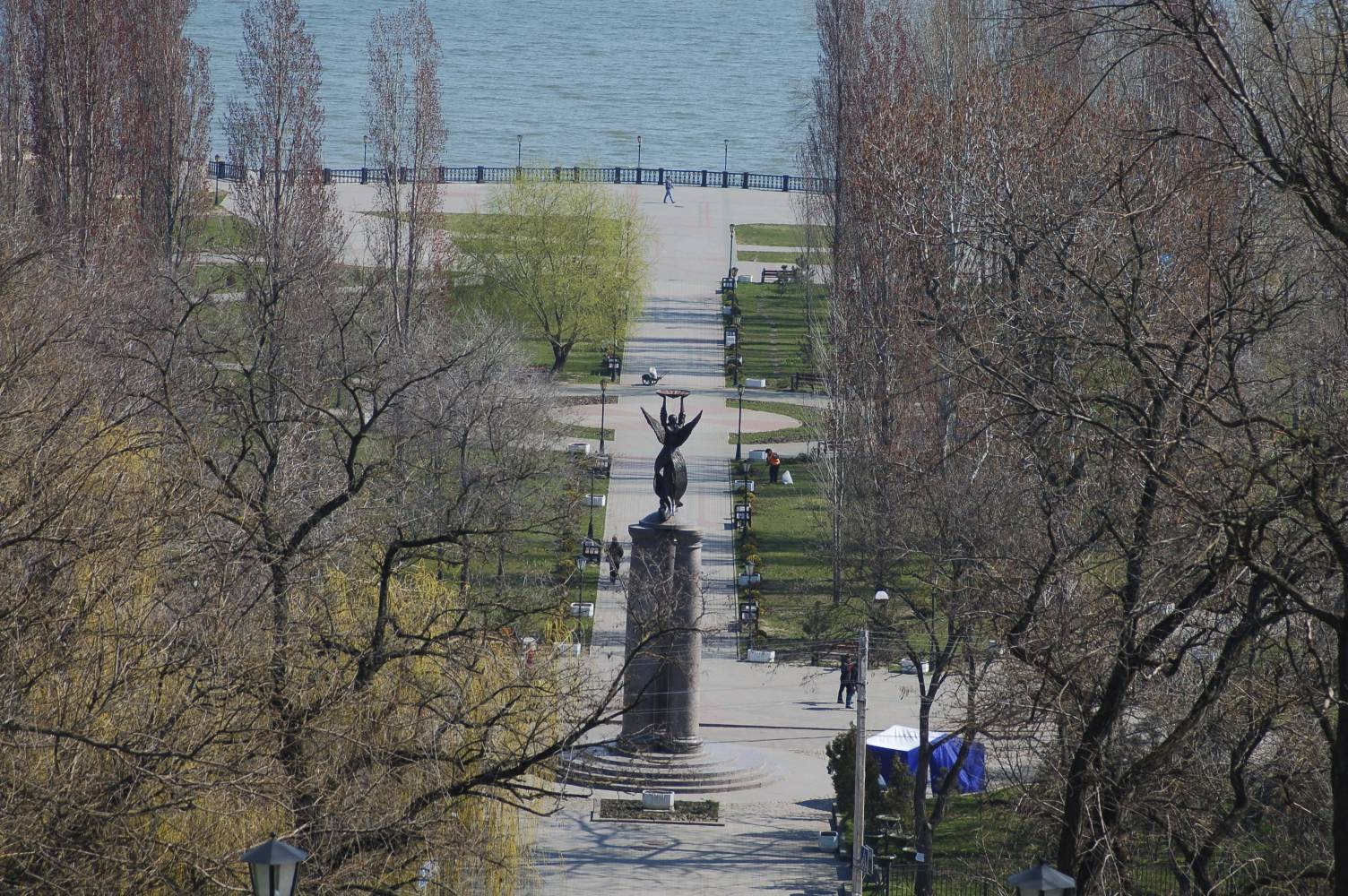
Vue du quai Pouchkine au bout du grand escalier de pierre de Taganrog

Le quai Pouchkine (Пушкинская набережная) est une longue promenade de 1 085 mètres qui longe à Taganrog (Russie) les bords de la mer d'Azov.

## Géographie
Le quai Pouchkine est construit du côté nord-est qui mène au port. Il s'étend du yacht-club, jusqu'à fin de la descente de la Bourse. Sa longueur est de 1 085 mètres.

## Histoire
Sur le plan de Taganrog de 1808, ce quai est indiqué comme étant le « quai Oriental», mais le terme de quai n'avait pas alors la même signification qu'aujourd'hui. En effet ce territoire servait alors de quai de chargement et de transbordement, ainsi que de stockage de marchandises. C'est surtout après l'ensablement du vieux port Saint-Pierre que les activités portuaires de chargement et de déchargement s'installèrent ici.
La reconstruction du quai a lieu en 1827, puis se prolonge en 1835, jusqu'à la fin des années 1840 avec quelques interruptions. Le quai s'étend alors sur 1 500 mètres à quelques mètres au-dessus du niveau de la mer, avec des moellons de pierre comme protection contre les tempêtes.
Le 9 mai (27 avril dans le calendrier julien alors en usage) 1849, des cérémonies de clôture des travaux se tiennent sur le quai qui reçoit bientôt le nom de quai Vorontsov, en l'honneur du gouverneur-général de la Russie du Sud, le comte Vorontsov. Les rues en descente de la vieille ville mènent au quai: ainsi de la descente de l'Hôtel de ville, de la descente de la Bourse, de la descente Vorontsov (aujourd'hui du Komsomolsk), et du grand escalier de pierre de Taganrog. En 1873 un embranchement de rails menant à la gare est installé le long du quai pour le transport des marchandises, jusqu'au port.
L'activité du port de marchandise baisse à partir des années 1890 et le quai se transforme de plus en plus comme lieu de promenade pour les habitants de la ville. Les berges sont renforcées et un boulevard de promenade est aménagé. Des bains privés ouvrent au tournant du XIXe siècle et du XXe siècle, ainsi qu'un yacht club. Le quai est débaptisé en 1924 afin d'effacer les noms à consonance d'ancien régime et il demeure sans nom, jusqu'à ce qu'en 1952 il devienne boulevard ou quai Pouchkine, après des travaux de fond en 1949. C'est en effet à cette date que les trottoirs sont goudronnés, qu'un nouvel éclairage est installé, ainsi que des bancs, etc. Le quai est encore réaménagé en 1986 avec en plus l'érection de la statue de Pouchkine.
Une nouvelle vie s'ouvre pour le quai avec le tricentenaire de la ville en 1998. Des travaux d'ensemble sont effectués. Le quai est élargi. Les cérémonies d'inauguration ont lieu le 12 septembre 1998, jour de la fête de la ville.

## Monuments
- Monument du tricentenaire de Taganrog
- Statue de Pouchkine
- Sculpture de la contrebasse de Tchekhov

## Galerie

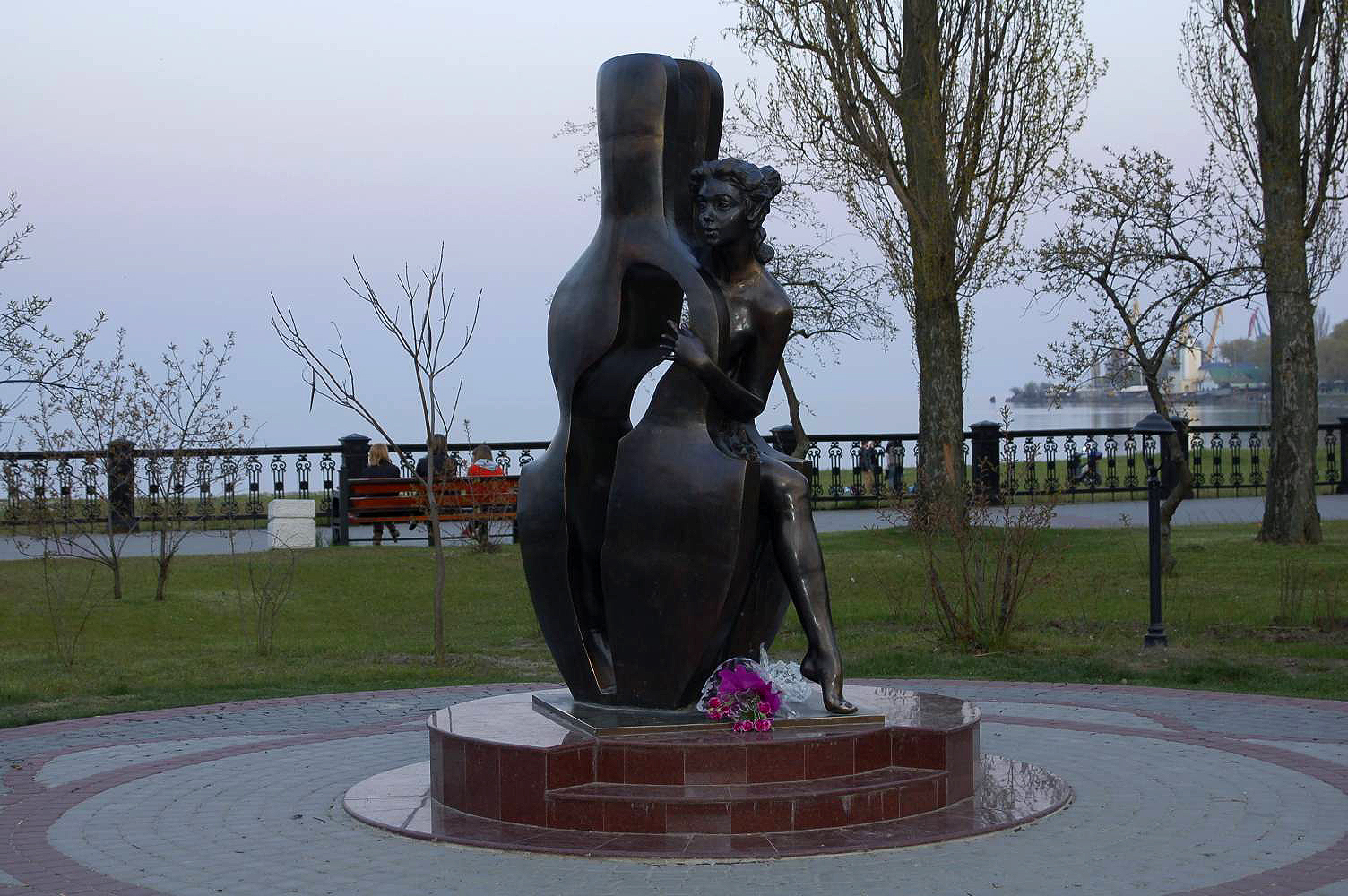
Statue de la romance de la contrebasse d'après la nouvelle de Tchekhov
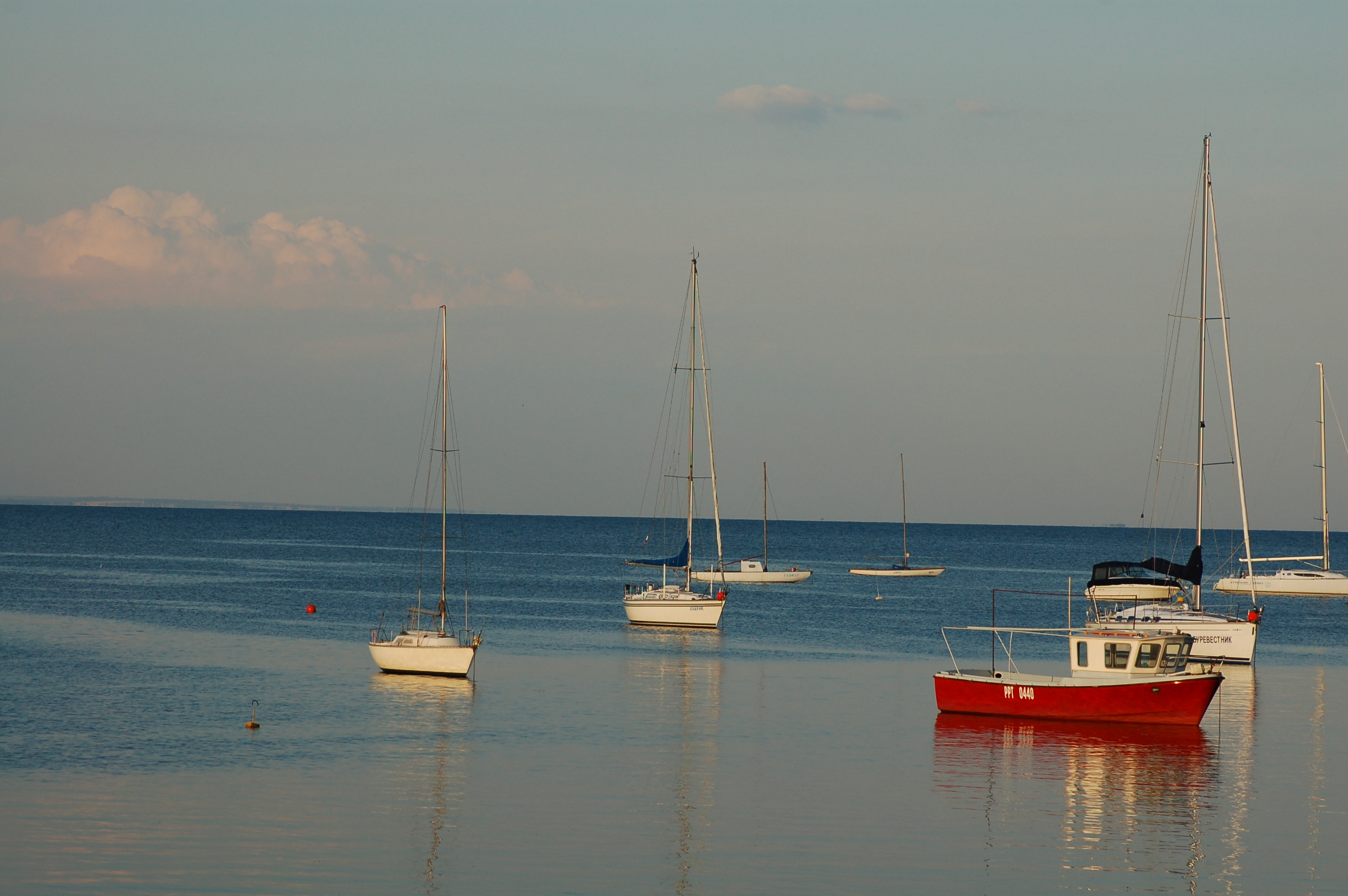
Le long du quai
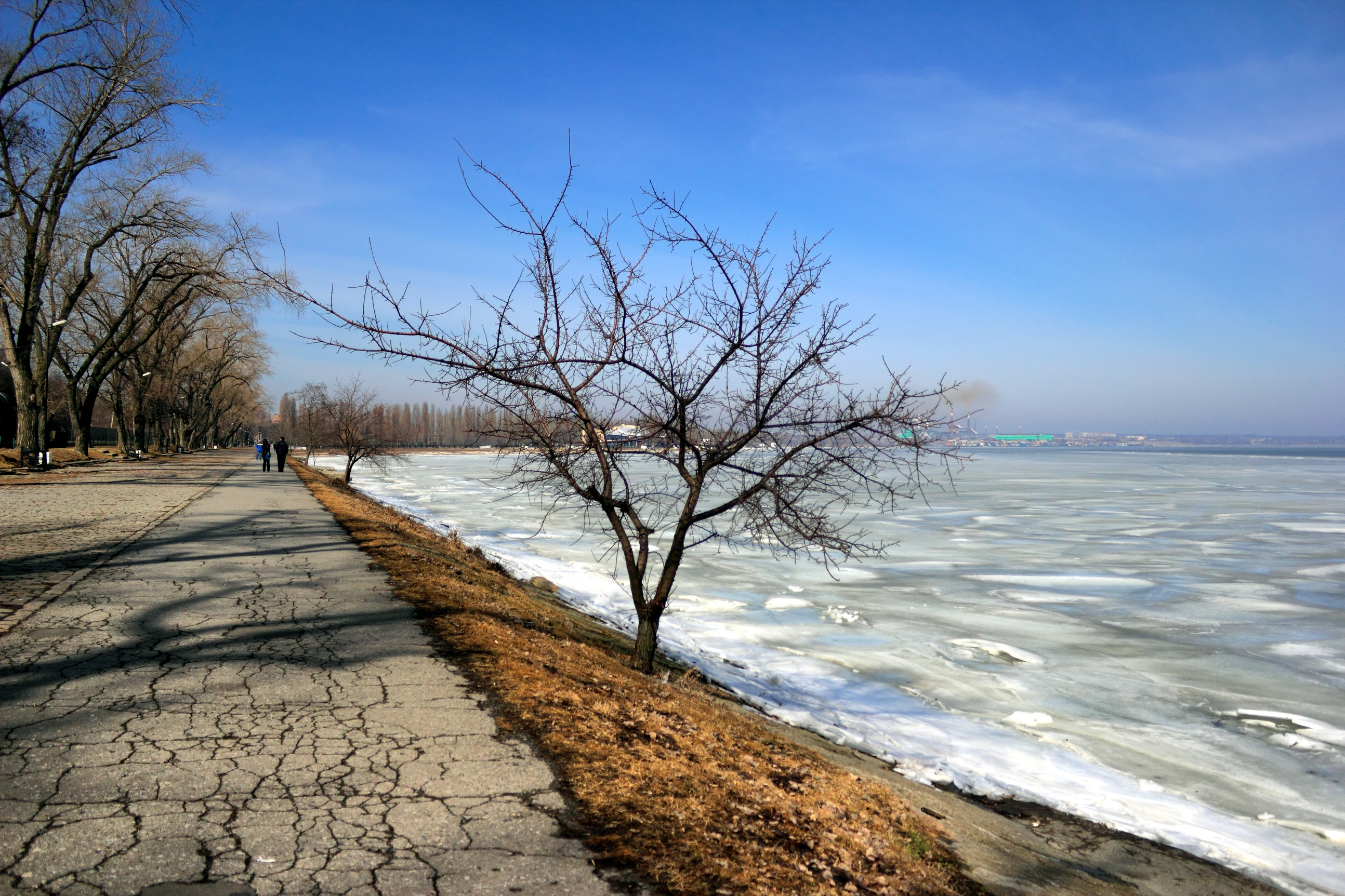
Vue en hiver